# Copa do Brasil de Futebol Feminino de 2007
A I Copa do Brasil de Futebol Feminino trancorreu entre os dias 30 de outubro e 8 de dezembro de 2007. Disputaram 32 equipes de todas as regiões do Brasil e foi organizado pela Confederação Brasileira de Futebol (CBF). O campeão foi o MS/Saad.

## Sistema de disputa
A edição 2007 da Copa do Brasil de Futebol feminino conta com a participação de 32 clubes, que obtiveram a indicação de sua respectiva federação.
Os 32 clubes foram divididos em 6 chaves (A/B/C/D/E/F), de acordo com sua região.
- A e B: regiões Norte e Nordeste
- C: região Centro-Oeste
- D: região Sul
- E e F: região Sudeste

Na 1ª, 2ª e 3ª fases os jogos são no formato "mata-mata" em jogos de ida e volta, sendo que os times dos grupos C, D, E e F não jogarão a 3ª fase. Os vencedores de cada chave garante vaga na 4ª fase da competição, mais os 2ºs melhores segundo o índice técnico dentre os jogos 22, 23 e 24, e os jogos 25 e 26.
Na 4ª fase os 8 times são divididos em 2 grupos de 4 times cada, sendo que todos jogam contra todos dentro de seus grupos em um turno único, com jogos sendo realizados nos estádios Mané Garrincha (Brasília) e Boca do Jacaré (Taguatinga), no Distrito Federal.
| Grupo 27                                                   | Grupo 28                                               |
| Vencedor do Grupo 21                                       | Vencedor do Grupo 22                                   |
| Vencedor do Grupo 23                                       | Vencedor do Grupo 24                                   |
| Vencedor do Grupo 25                                       | Vencedor do Grupo 26                                   |
| 2º Melhor pelo índice técnico dentre os Grupos 22, 23 e 24 | 2º Melhor pelo índice técnico dentre os Grupos 25 e 26 |

Os dois melhores de cada grupo passam para as semifinais, e os respectivos vencedores faram a final no dia 9 de dezembro, no Estádio Mané Garrincha, em Brasília.

### Critérios de desempate
Em caso de empate de pontos, os critérios de desempate são:
1. Saldo de gols;
2. Número de gols marcados como visitante.
3. Persistindo o empate, a decisão acontece atráves da cobrança de pênaltis.

## Equipes participantes
| Estado           | Equipe              |
| ---------------- | ------------------- |
| Acre             | Andirá              |
| Alagoas          | CESMAC              |
| Amapá            | Rio Norte           |
| Amazonas         | Rio Negro-AM        |
| Bahia            | São Francisco EC    |
| Ceará            | Horizonte           |
| Distrito Federal | CRESSPOM            |
| Espírito Santo   | Desportiva Capixaba |
| Goiás            | Aliança             |
| Maranhão         | Internacional-MA    |
| Mato Grosso      | Mixto               |

| Estado              | Equipe              |
| ------------------- | ------------------- |
| Mato Grosso do Sul  | MS/Saad             |
| Minas Gerais        | Benfica             |
| Minas Gerais        | Nacional de Uberaba |
| Pará                | Independente-PA     |
| Paraíba             | River Plate-PB      |
| Paraná              | São José-PR         |
| Pernambuco          | Sport               |
| Piauí               | Tiradentes-PI       |
| Rio de Janeiro      | America             |
| Rio de Janeiro      | Vasco da Gama       |
| Rio Grande do Norte | ABC                 |

| Estado            | Equipe        |
| ----------------- | ------------- |
| Rio Grande do Sul | Internacional |
| Rio Grande do Sul | Juventude     |
| Rondônia          | Genus         |
| Roraima           | Baré          |
| São Paulo         | AJA           |
| São Paulo         | Botucatu      |
| São Paulo         | Santos        |
| Santa Catarina    | Scorpions     |
| Sergipe           | CEPE-SE       |
| Tocantins         | Gurupi        |

## Primeira fase

### Chave A
Grupo 1
| Grupo 1 | Grupo 1      | Grupo 1 | Grupo 1 | Grupo 1 | Grupo 1 | Grupo 1 | Grupo 1 | Grupo 1 | Grupo 1 |
| Time    | Time         | Pts     | J       | V       | E       | D       | GP      | GC      | SG      |
| ------- | ------------ | ------- | ------- | ------- | ------- | ------- | ------- | ------- | ------- |
| 1       | Rio Negro-AM | 4       | 2       | 1       | 1       | 0       | 3       | 2       | +2      |
| 2       | Baré         | 1       | 2       | 0       | 1       | 1       | 2       | 3       | -1      |

| Data  | Partida      | Partida | Partida      | Estádio      | Cidade    |
| ----- | ------------ | ------- | ------------ | ------------ | --------- |
| 30/10 | Baré         | 0 x 0   | Rio Negro-AM | Ribeirão     | Boa Vista |
| 02/11 | Rio Negro-AM | 3 x 2   | Baré         | Vivaldo Lima | Manaus    |

Grupo 2
| Grupo 2 | Grupo 2 | Grupo 2 | Grupo 2 | Grupo 2 | Grupo 2 | Grupo 2 | Grupo 2 | Grupo 2 | Grupo 2 |
| Time    | Time    | Pts     | J       | V       | E       | D       | GP      | GC      | SG      |
| ------- | ------- | ------- | ------- | ------- | ------- | ------- | ------- | ------- | ------- |
| 1       | Genus   | 6       | 2       | 2       | 0       | 0       | 6       | 0       | +6      |
| 2       | Andirá  | 0       | 2       | 0       | 0       | 2       | 0       | 6       | -6      |

| Data  | Partida | Partida | Partida | Estádio           | Cidade      |
| ----- | ------- | ------- | ------- | ----------------- | ----------- |
| 30/10 | Genus   | 3 x 0   | Andirá  | Aluísio Ferreira  | Porto Velho |
| 02/11 | Andirá  | 0 x 3   | Genus   | Arena da Floresta | Rio Branco  |

Grupo 3
| Grupo 3 | Grupo 3         | Grupo 3 | Grupo 3 | Grupo 3 | Grupo 3 | Grupo 3 | Grupo 3 | Grupo 3 | Grupo 3 |
| Time    | Time            | Pts     | J       | V       | E       | D       | GP      | GC      | SG      |
| ------- | --------------- | ------- | ------- | ------- | ------- | ------- | ------- | ------- | ------- |
| 1       | Rio Norte       | 3       | 2       | 1       | 0       | 1       | 4       | 3       | +1      |
| 2       | Independente-PA | 3       | 2       | 1       | 0       | 1       | 3       | 4       | -1      |

| Data  | Partida         | Partida | Partida         | Estádio          | Cidade |
| ----- | --------------- | ------- | --------------- | ---------------- | ------ |
| 30/10 | Rio Norte       | 1 x 2   | Independente-PA | Glicério Marquês | Macapá |
| 02/11 | Independente-PA | 1 x 3   | Rio Norte       | Mangueirão       | Belém  |

Grupo 4
| Grupo 4 | Grupo 4          | Grupo 4 | Grupo 4 | Grupo 4 | Grupo 4 | Grupo 4 | Grupo 4 | Grupo 4 | Grupo 4 |
| Time    | Time             | Pts     | J       | V       | E       | D       | GP      | GC      | SG      |
| ------- | ---------------- | ------- | ------- | ------- | ------- | ------- | ------- | ------- | ------- |
| 1       | Internacional-MA | 6       | 2       | 2       | 0       | 0       | 6       | 0       | +6      |
| 2       | Gurupi           | 0       | 2       | 0       | 0       | 2       | 0       | 6       | -6      |

| Data  | Partida          | Partida | Partida          | Estádio         | Cidade   |
| ----- | ---------------- | ------- | ---------------- | --------------- | -------- |
| 30/10 | Gurupi           | 0 x 2   | Internacional-MA | Resende Rocha   | Gurupi   |
| 02/11 | Internacional-MA | 0 x 0   | Gurupi           | Nhozinho Santos | São Luís |

### Chave B
Grupo 5
| Grupo 5 | Grupo 5          | Grupo 5 | Grupo 5 | Grupo 5 | Grupo 5 | Grupo 5 | Grupo 5 | Grupo 5 | Grupo 5 |
| Time    | Time             | Pts     | J       | V       | E       | D       | GP      | GC      | SG      |
| ------- | ---------------- | ------- | ------- | ------- | ------- | ------- | ------- | ------- | ------- |
| 1       | São Francisco EC | 6       | 2       | 2       | 0       | 0       | 9       | 2       | +7      |
| 2       | CEPE             | 0       | 2       | 0       | 0       | 2       | 2       | 9       | -7      |

| Data  | Partida          | Partida | Partida          | Estádio           | Cidade                 |
| ----- | ---------------- | ------- | ---------------- | ----------------- | ---------------------- |
| 30/10 | CEPE             | 0 x 1   | São Francisco EC | Presidente Médici | Itabaiana              |
| 02/11 | São Francisco EC | 8 x 2   | CEPE             | Junqueira Ayres   | São Francisco do Conde |

Grupo 6
| Grupo 6 | Grupo 6 | Grupo 6 | Grupo 6 | Grupo 6 | Grupo 6 | Grupo 6 | Grupo 6 | Grupo 6 | Grupo 6 |
| Time    | Time    | Pts     | J       | V       | E       | D       | GP      | GC      | SG      |
| ------- | ------- | ------- | ------- | ------- | ------- | ------- | ------- | ------- | ------- |
| 1       | Sport   | 6       | 2       | 2       | 0       | 0       | 8       | 1       | +7      |
| 2       | CESMAC  | 0       | 2       | 0       | 0       | 2       | 1       | 8       | -7      |

| Data  | Partida | Partida | Partida | Estádio        | Cidade |
| ----- | ------- | ------- | ------- | -------------- | ------ |
| 30/10 | CESMAC  | 0 x 5   | Sport   | Nelson Feijó   | Maceió |
| 02/11 | Sport   | 3 x 1   | CESMAC  | Ilha do Retiro | Recife |

Grupo 7
| Grupo 7 | Grupo 7        | Grupo 7 | Grupo 7 | Grupo 7 | Grupo 7 | Grupo 7 | Grupo 7 | Grupo 7 | Grupo 7 |
| Time    | Time           | Pts     | J       | V       | E       | D       | GP      | GC      | SG      |
| ------- | -------------- | ------- | ------- | ------- | ------- | ------- | ------- | ------- | ------- |
| 1       | ABC            | 6       | 2       | 2       | 0       | 0       | 7       | 0       | +7      |
| 2       | River Plate-PB | 0       | 2       | 0       | 0       | 2       | 0       | 7       | -7      |

| Data  | Partida        | Partida | Partida        | Estádio      | Cidade    |
| ----- | -------------- | ------- | -------------- | ------------ | --------- |
| 30/10 | River Plate-PB | 0 x 1   | ABC            | Sílvio Porto | Guarabira |
| 02/11 | ABC            | 6 x 0   | River Plate-PB | Frasqueirão  | Natal     |

Grupo 8
| Grupo 8 | Grupo 8       | Grupo 8 | Grupo 8 | Grupo 8 | Grupo 8 | Grupo 8 | Grupo 8 | Grupo 8 | Grupo 8 |
| Time    | Time          | Pts     | J       | V       | E       | D       | GP      | GC      | SG      |
| ------- | ------------- | ------- | ------- | ------- | ------- | ------- | ------- | ------- | ------- |
| 1       | Tiradentes-PI | 6       | 2       | 2       | 0       | 0       | 5       | 0       | +5      |
| 2       | Horizonte     | 0       | 2       | 0       | 0       | 2       | 0       | 5       | -5      |

| Data  | Partida       | Partida | Partida       | Estádio       | Cidade    |
| ----- | ------------- | ------- | ------------- | ------------- | --------- |
| 30/10 | Tiradentes-PI | 2 x 0   | Horizonte     | Alberto Silva | Teresina  |
| 02/11 | Horizonte     | 0 x 3   | Tiradentes-PI | Clenilsão     | Horizonte |

### Chave C
Grupo 9
| Grupo 9 | Grupo 9 | Grupo 9 | Grupo 9 | Grupo 9 | Grupo 9 | Grupo 9 | Grupo 9 | Grupo 9 | Grupo 9 |
| Time    | Time    | Pts     | J       | V       | E       | D       | GP      | GC      | SG      |
| ------- | ------- | ------- | ------- | ------- | ------- | ------- | ------- | ------- | ------- |
| 1       | Mixto   | 3       | 2       | 1       | 0       | 1       | 4       | 3       | +1      |
| 2       | Aliança | 3       | 2       | 1       | 0       | 1       | 3       | 4       | -1      |

| Data  | Partida | Partida | Partida | Estádio          | Cidade  |
| ----- | ------- | ------- | ------- | ---------------- | ------- |
| 02/11 | Mixto   | 2 x 0   | Aliança | Presidente Dutra | Cuiabá  |
| 08/11 | Aliança | 2 x 3   | Mixto   | Antônio Accioly  | Goiânia |

Grupo 10
| Grupo 10 | Grupo 10 | Grupo 10 | Grupo 10 | Grupo 10 | Grupo 10 | Grupo 10 | Grupo 10 | Grupo 10 | Grupo 10 |
| Time     | Time     | Pts      | J        | V        | E        | D        | GP       | GC       | SG       |
| -------- | -------- | -------- | -------- | -------- | -------- | -------- | -------- | -------- | -------- |
| 1        | MS/Saad  | 3        | 2        | 2        | 0        | 0        | 9        | 1        | +8       |
| 2        | CRESSPOM | 0        | 2        | 0        | 0        | 2        | 1        | 9        | -8       |

| Data  | Partida  | Partida | Partida  | Estádio          | Cidade       |
| ----- | -------- | ------- | -------- | ---------------- | ------------ |
| 02/11 | MS/Saad  | 2 x 0   | CRESSPOM | Pedro Pedrossian | Campo Grande |
| 08/11 | CRESSPOM | 1 x 7   | MS/Saad  | CAVE             | Guará        |

### Chave D
Grupo 11
| Grupo 11 | Grupo 11      | Grupo 11 | Grupo 11 | Grupo 11 | Grupo 11 | Grupo 11 | Grupo 11 | Grupo 11 | Grupo 11 | Grupo 11 |
| Time     | Time          | Pts      | J        | V        | E        | D        | GP       | GC       | SG       | GF       |
| -------- | ------------- | -------- | -------- | -------- | -------- | -------- | -------- | -------- | -------- | -------- |
| 1        | Internacional | 2        | 2        | 0        | 2        | 0        | 1        | 1        | 0        | 1        |
| 2        | Juventude     | 2        | 2        | 0        | 2        | 0        | 1        | 1        | 0        | 0        |

| Data  | Partida       | Partida | Partida       | Estádio        | Cidade        |
| ----- | ------------- | ------- | ------------- | -------------- | ------------- |
| 02/11 | Juventude     | 1 x 1   | Internacional | Alfredo Jaconi | Caxias do Sul |
| 08/11 | Internacional | 0 x 0   | Juventude     | Beira Rio      | Porto Alegre  |

* O Internacional classificou-se pelo critério do gol marcado como visitante (GF).
Grupo 12
| Grupo 12 | Grupo 12    | Grupo 12 | Grupo 12 | Grupo 12 | Grupo 12 | Grupo 12 | Grupo 12 | Grupo 12 | Grupo 12 |
| Time     | Time        | Pts      | J        | V        | E        | D        | GP       | GC       | SG       |
| -------- | ----------- | -------- | -------- | -------- | -------- | -------- | -------- | -------- | -------- |
| 1        | São José-PR | 6        | 2        | 2        | 0        | 0        | 12       | 1        | +11      |
| 2        | Scorpions   | 0        | 2        | 0        | 0        | 2        | 1        | 12       | -11      |

| Data  | Partida     | Partida | Partida     | Estádio           | Cidade               |
| ----- | ----------- | ------- | ----------- | ----------------- | -------------------- |
| 02/11 | Scorpions   | 7 x 0   | São José-PR | Orlando Scarpelli | Florianópolis        |
| 08/11 | São José-PR | 1 x 5   | Scorpions   | Pinhão            | São José dos Pinhais |

### Chave E
Grupo 13
| Grupo 13 | Grupo 13            | Grupo 13 | Grupo 13 | Grupo 13 | Grupo 13 | Grupo 13 | Grupo 13 | Grupo 13 | Grupo 13 |
| Time     | Time                | Pts      | J        | V        | E        | D        | GP       | GC       | SG       |
| -------- | ------------------- | -------- | -------- | -------- | -------- | -------- | -------- | -------- | -------- |
| 1        | Nacional de Uberaba | 3        | 2        | 1        | 0        | 1        | 5        | 2        | +3       |
| 2        | Desportiva Capixaba | 3        | 2        | 1        | 0        | 1        | 2        | 5        | -3       |

| Data  | Partida             | Partida | Partida             | Estádio            | Cidade      |
| ----- | ------------------- | ------- | ------------------- | ------------------ | ----------- |
| 02/11 | Desportiva Capixaba | 2 x 1   | Nacional de Uberaba | Engenheiro Araripe | Cariacica   |
| 08/11 | Nacional de Uberaba | 4 x 0   | Desportiva Capixaba | Frimisa            | Santa Luzia |

Grupo 14
| Grupo 14 | Grupo 14      | Grupo 14 | Grupo 14 | Grupo 14 | Grupo 14 | Grupo 14 | Grupo 14 | Grupo 14 | Grupo 14 |
| Time     | Time          | Pts      | J        | V        | E        | D        | GP       | GC       | SG       |
| -------- | ------------- | -------- | -------- | -------- | -------- | -------- | -------- | -------- | -------- |
| 1        | Benfica       | 6        | 2        | 2        | 0        | 0        | 8        | 3        | +5       |
| 2        | Vasco da Gama | 0        | 2        | 0        | 0        | 2        | 3        | 8        | -5       |

| Data  | Partida       | Partida | Partida       | Estádio       | Cidade         |
| ----- | ------------- | ------- | ------------- | ------------- | -------------- |
| 02/11 | Benfica       | 3 x 2   | Vasco da Gama | Mario Helênio | Juiz de Fora   |
| 08/11 | Vasco da Gama | 1 x 5   | Benfica       | São Januário  | Rio de Janeiro |

### Chave F
Grupo 15
| Grupo 15 | Grupo 15 | Grupo 15 | Grupo 15 | Grupo 15 | Grupo 15 | Grupo 15 | Grupo 15 | Grupo 15 | Grupo 15 |
| Time     | Time     | Pts      | J        | V        | E        | D        | GP       | GC       | SG       |
| -------- | -------- | -------- | -------- | -------- | -------- | -------- | -------- | -------- | -------- |
| 1        | Botucatu | 4        | 2        | 1        | 1        | 0        | 2        | 1        | +1       |
| 2        | Santos   | 1        | 2        | 0        | 1        | 1        | 1        | 2        | -1       |

| Data  | Partida  | Partida | Partida  | Estádio          | Cidade   |
| ----- | -------- | ------- | -------- | ---------------- | -------- |
| 02/11 | Botucatu | 0 x 0   | Santos   | Arísio Paes Cruz | Botucatu |
| 08/11 | Santos   | 1 x 2   | Botucatu | Vila Belmiro     | Santos   |

Grupo 16
| Grupo 16 | Grupo 16 | Grupo 16 | Grupo 16 | Grupo 16 | Grupo 16 | Grupo 16 | Grupo 16 | Grupo 16 | Grupo 16 |
| Time     | Time     | Pts      | J        | V        | E        | D        | GP       | GC       | SG       |
| -------- | -------- | -------- | -------- | -------- | -------- | -------- | -------- | -------- | -------- |
| 1        | America  | 4        | 2        | 1        | 1        | 0        | 3        | 1        | +2       |
| 2        | AJA      | 1        | 2        | 0        | 1        | 1        | 1        | 3        | -2       |

| Data  | Partida | Partida | Partida | Estádio           | Cidade     |
| ----- | ------- | ------- | ------- | ----------------- | ---------- |
| 02/11 | America | 1 x 1   | AJA     | Giulitte Coutinho | Mesquita   |
| 08/11 | AJA     | 0 x 2   | America | Azulão            | Jaguariúna |

|  |                                                                  |
|  | Classificados para a 2ª Fase como primeiros colocados nos grupos |
|  | Desclassificados                                                 |

## Segunda fase

### Chave A
Grupo 17
| Grupo 17 | Grupo 17     | Grupo 17 | Grupo 17 | Grupo 17 | Grupo 17 | Grupo 17 | Grupo 17 | Grupo 17 | Grupo 17 |
| Time     | Time         | Pts      | J        | V        | E        | D        | GP       | GC       | SG       |
| -------- | ------------ | -------- | -------- | -------- | -------- | -------- | -------- | -------- | -------- |
| 1        | Genus        | 4        | 2        | 1        | 1        | 0        | 7        | 4        | +3       |
| 2        | Rio Negro-AM | 1        | 2        | 0        | 1        | 1        | 4        | 7        | -3       |

| Data  | Partida      | Partida | Partida      | Estádio          | Cidade      |
| ----- | ------------ | ------- | ------------ | ---------------- | ----------- |
| 09/11 | Genus        | 4 x 1   | Rio Negro-AM | Aluísio Ferreira | Porto Velho |
| 13/11 | Rio Negro-AM | 3 x 3   | Genus        | Vivaldo Lima     | Manaus      |

Grupo 18
| Grupo 18 | Grupo 18         | Grupo 18 | Grupo 18 | Grupo 18 | Grupo 18 | Grupo 18 | Grupo 18 | Grupo 18 | Grupo 18 |
| Time     | Time             | Pts      | J        | V        | E        | D        | GP       | GC       | SG       |
| -------- | ---------------- | -------- | -------- | -------- | -------- | -------- | -------- | -------- | -------- |
| 1        | Internacional-MA | 4        | 2        | 1        | 1        | 0        | 4        | 3        | +1       |
| 2        | Rio Norte        | 1        | 2        | 0        | 1        | 1        | 3        | 4        | -1       |

| Data  | Partida          | Partida | Partida          | Estádio          | Cidade   |
| ----- | ---------------- | ------- | ---------------- | ---------------- | -------- |
| 08/11 | Rio Norte        | 1 x 2   | Internacional-MA | Glicério Marques | Macapá   |
| 13/11 | Internacional-MA | 3 x 3   | Rio Norte        | Nhozinho Santos  | São Luís |

### Chave B
Grupo 19
| Grupo 19 | Grupo 19         | Grupo 19 | Grupo 19 | Grupo 19 | Grupo 19 | Grupo 19 | Grupo 19 | Grupo 19 | Grupo 19 |
| Time     | Time             | Pts      | J        | V        | E        | D        | GP       | GC       | SG       |
| -------- | ---------------- | -------- | -------- | -------- | -------- | -------- | -------- | -------- | -------- |
| 1        | São Francisco EC | 4        | 2        | 1        | 1        | 0        | 2        | 1        | +1       |
| 2        | Sport            | 1        | 2        | 0        | 1        | 1        | 1        | 2        | -1       |

| Data  | Partida          | Partida | Partida          | Estádio         | Cidade                 |
| ----- | ---------------- | ------- | ---------------- | --------------- | ---------------------- |
| 08/11 | São Francisco EC | 0 x 0   | Sport            | Junqueira Ayres | São Francisco do Conde |
| 13/11 | Sport            | 1 x 2   | São Francisco EC | Ilha do Retiro  | Recife                 |

Grupo 20
| Grupo 20 | Grupo 20      | Grupo 20 | Grupo 20 | Grupo 20 | Grupo 20 | Grupo 20 | Grupo 20 | Grupo 20 | Grupo 20 |
| Time     | Time          | Pts      | J        | V        | E        | D        | GP       | GC       | SG       |
| -------- | ------------- | -------- | -------- | -------- | -------- | -------- | -------- | -------- | -------- |
| 1        | Tiradentes-PI | 6        | 2        | 2        | 0        | 0        | 8        | 4        | +4       |
| 2        | ABC           | 0        | 2        | 0        | 0        | 2        | 4        | 8        | -4       |

| Data  | Partida       | Partida | Partida       | Estádio       | Cidade   |
| ----- | ------------- | ------- | ------------- | ------------- | -------- |
| 08/11 | Tiradentes-PI | 4 x 1   | ABC           | Alberto Silva | Teresina |
| 13/11 | ABC           | 3 x 4   | Tiradentes-PI | Frasqueirão   | Natal    |

### Chave C
Grupo 21
| Grupo 21 | Grupo 21 | Grupo 21 | Grupo 21 | Grupo 21 | Grupo 21 | Grupo 21 | Grupo 21 | Grupo 21 | Grupo 21 |
| Time     | Time     | Pts      | J        | V        | E        | D        | GP       | GC       | SG       |
| -------- | -------- | -------- | -------- | -------- | -------- | -------- | -------- | -------- | -------- |
| 1        | MS/Saad  | 6        | 2        | 2        | 0        | 0        | 8        | 1        | +7       |
| 2        | Mixto    | 0        | 2        | 0        | 0        | 2        | 1        | 8        | -7       |

| Data  | Partida | Partida | Partida | Estádio | Cidade       |
| ----- | ------- | ------- | ------- | ------- | ------------ |
| 15/11 | Mixto   | 0 x 4   | MS/Saad | Verdão  | Cuiabá       |
| 22/11 | MS/Saad | 4 x 1   | Mixto   | Morenão | Campo Grande |

### Chave D
Grupo 22
| Grupo 22 | Grupo 22      | Grupo 22 | Grupo 22 | Grupo 22 | Grupo 22 | Grupo 22 | Grupo 22 | Grupo 22 | Grupo 22 |
| Time     | Time          | Pts      | J        | V        | E        | D        | GP       | GC       | SG       |
| -------- | ------------- | -------- | -------- | -------- | -------- | -------- | -------- | -------- | -------- |
| 1        | São José-PR   | 6        | 2        | 2        | 0        | 0        | 3        | 1        | +2       |
| 2        | Internacional | 0        | 2        | 0        | 0        | 2        | 1        | 3        | -2       |

| Data  | Partida       | Partida | Partida       | Estádio   | Cidade               |
| ----- | ------------- | ------- | ------------- | --------- | -------------------- |
| 15/11 | São José-PR   | 2 x 1   | Internacional | Pinhão    | São José dos Pinhais |
| 22/11 | Internacional | 0 x 1   | São José-PR   | Beira Rio | Porto Alegre         |

### Chave E
Grupo 23
| Grupo 23 | Grupo 23            | Grupo 23 | Grupo 23 | Grupo 23 | Grupo 23 | Grupo 23 | Grupo 23 | Grupo 23 | Grupo 23 |
| Time     | Time                | Pts      | J        | V        | E        | D        | GP       | GC       | SG       |
| -------- | ------------------- | -------- | -------- | -------- | -------- | -------- | -------- | -------- | -------- |
| 1        | Benfica             | 6        | 2        | 2        | 0        | 0        | 12       | 1        | +11      |
| 2        | Nacional de Uberaba | 0        | 2        | 0        | 0        | 2        | 1        | 12       | -11      |

| Data  | Partida             | Partida | Partida             | Estádio       | Cidade       |
| ----- | ------------------- | ------- | ------------------- | ------------- | ------------ |
| 15/11 | Nacional de Uberaba | 0 x 5   | Benfica             | Frimisa       | Santa Luzia  |
| 22/11 | Benfica             | 7 x 1   | Nacional de Uberaba | Mario Helênio | Juiz de Fora |

### Chave F
Grupo 24
| Grupo 24 | Grupo 24 | Grupo 24 | Grupo 24 | Grupo 24 | Grupo 24 | Grupo 24 | Grupo 24 | Grupo 24 | Grupo 24 |
| Time     | Time     | Pts      | J        | V        | E        | D        | GP       | GC       | SG       |
| -------- | -------- | -------- | -------- | -------- | -------- | -------- | -------- | -------- | -------- |
| 1        | Botucatu | 4        | 2        | 1        | 1        | 0        | 2        | 1        | +1       |
| 2        | America  | 1        | 2        | 0        | 1        | 1        | 1        | 2        | -1       |

| Data  | Partida  | Partida | Partida  | Estádio           | Cidade   |
| ----- | -------- | ------- | -------- | ----------------- | -------- |
| 15/11 | America  | 1 x 1   | Botucatu | Giulite Coutinho  | Mesquita |
| 22/11 | Botucatu | 1 x 0   | America  | Acrísio Paes Cruz | Botucatu |

|  |                                                                  |
|  | Classificados para a 3ª Fase como primeiros colocados nos grupos |
|  | Classificados para a 4ª Fase como primeiros colocados nos grupos |
|  | Classificado para a 4ª Fase pelo índice técnico                  |
|  | Desclassificados                                                 |

## Terceira fase

### Chave A
Grupo 25
| Grupo 25 | Grupo 25         | Grupo 25 | Grupo 25 | Grupo 25 | Grupo 25 | Grupo 25 | Grupo 25 | Grupo 25 | Grupo 25 |
| Time     | Time             | Pts      | J        | V        | E        | D        | GP       | GC       | SG       |
| -------- | ---------------- | -------- | -------- | -------- | -------- | -------- | -------- | -------- | -------- |
| 1        | Genus            | 6        | 2        | 2        | 0        | 0        | 4        | 0        | +4       |
| 2        | Internacional-MA | 0        | 2        | 0        | 0        | 2        | 0        | 4        | -4       |

| Data  | Partida          | Partida | Partida          | Estádio          | Cidade      |
| ----- | ---------------- | ------- | ---------------- | ---------------- | ----------- |
| 22/11 | Genus            | 3 x 0   | Internacional-MA | Aluísio Ferreira | Porto Velho |
| 26/11 | Internacional-MA | 0 x 1   | Genus            | Nhozinho Santos  | São Luís    |

### Chave B
Grupo 26
| Grupo 26 | Grupo 26         | Grupo 26 | Grupo 26 | Grupo 26 | Grupo 26 | Grupo 26 | Grupo 26 | Grupo 26 | Grupo 26 |
| Time     | Time             | Pts      | J        | V        | E        | D        | GP       | GC       | SG       |
| -------- | ---------------- | -------- | -------- | -------- | -------- | -------- | -------- | -------- | -------- |
| 1        | São Francisco EC | 4        | 2        | 1        | 1        | 0        | 4        | 2        | +2       |
| 2        | Tiradentes-PI    | 1        | 2        | 0        | 1        | 1        | 2        | 4        | -2       |

| Data  | Partida          | Partida | Partida          | Estádio         | Cidade                 |
| ----- | ---------------- | ------- | ---------------- | --------------- | ---------------------- |
| 22/11 | Tiradentes-PI    | 1 x 3   | São Francisco EC | Alberto Silva   | Teresina               |
| 26/11 | São Francisco EC | 1 x 1   | Tiradentes-PI    | Junqueira Ayres | São Francisco do Conde |

|  |                                                                  |
|  | Classificados para a 4ª Fase como primeiros colocados nos grupos |
|  | Classificado para a 4ª Fase pelo índice técnico                  |
|  | Desclassificado                                                  |

## Quarta fase
Grupo 27
| Grupo 27 | Grupo 27 | Grupo 27 | Grupo 27 | Grupo 27 | Grupo 27 | Grupo 27 | Grupo 27 | Grupo 27 | Grupo 27 |
| Time     | Time     | Pts      | J        | V        | E        | D        | GP       | GC       | SG       |
| -------- | -------- | -------- | -------- | -------- | -------- | -------- | -------- | -------- | -------- |
| 1        | MS/Saad  | 7        | 3        | 2        | 1        | 0        | 16       | 2        | +14      |
| 2        | Benfica  | 7        | 3        | 2        | 1        | 0        | 15       | 2        | +13      |
| 3        | America  | 3        | 3        | 1        | 0        | 2        | 3        | 5        | -2       |
| 4        | Genus    | 0        | 3        | 0        | 0        | 3        | 1        | 26       | -25      |

| Data  | Partida | Partida | Partida | Estádio        | Cidade     |
| ----- | ------- | ------- | ------- | -------------- | ---------- |
| 29/11 | Benfica | 1 x 0   | America | Mané Garrincha | Brasília   |
| 29/11 | MS/Saad | 11 x 0  | Genus   | Mané Garrincha | Brasília   |
| 01/12 | America | 0 x 3   | MS/Saad | Mané Garrincha | Brasília   |
| 01/12 | Genus   | 0 x 12  | Benfica | Mané Garrincha | Brasília   |
| 04/12 | MS/Saad | 2 x 2   | Benfica | Mané Garrincha | Brasília   |
| 04/12 | Genus   | 1 x 3   | America | Boca do Jacaré | Taguatinga |

|  |                                   |
|  | Classificados para as Semi-Finais |
|  | Desclassificados                  |

Grupo 28
| Grupo 28 | Grupo 28         | Grupo 28 | Grupo 28 | Grupo 28 | Grupo 28 | Grupo 28 | Grupo 28 | Grupo 28 | Grupo 28 |
| Time     | Time             | Pts      | J        | V        | E        | D        | GP       | GC       | SG       |
| -------- | ---------------- | -------- | -------- | -------- | -------- | -------- | -------- | -------- | -------- |
| 1        | Botucatu         | 9        | 3        | 3        | 0        | 0        | 8        | 1        | +7       |
| 2        | São Francisco EC | 3        | 3        | 1        | 0        | 2        | 4        | 5        | -1       |
| 3        | Tiradentes-PI    | 3        | 3        | 1        | 0        | 2        | 3        | 5        | -2       |
| 4        | São José-PR      | 3        | 3        | 1        | 0        | 2        | 2        | 6        | -4       |

| Data  | Partida          | Partida | Partida          | Estádio        | Cidade     |
| ----- | ---------------- | ------- | ---------------- | -------------- | ---------- |
| 29/11 | São José-PR      | 1 x 3   | São Francisco EC | Boca do Jacaré | Taguatinga |
| 29/11 | Botucatu         | 3 x 1   | Tiradentes-PI    | Boca do Jacaré | Taguatinga |
| 01/12 | São Francisco EC | 0 x 2   | Botucatu         | Boca do Jacaré | Taguatinga |
| 01/12 | Tiradentes-PI    | 0 x 1   | São José-PR      | Boca do Jacaré | Taguatinga |
| 04/12 | São José-PR      | 0 x 3   | Botucatu         | Boca do Jacaré | Taguatinga |
| 04/12 | São Francisco EC | 1 x 2   | Tiradentes-PI    | Mané Garrincha | Brasília   |

|  |                                   |
|  | Classificados para as Semi-Finais |
|  | Desclassificados                  |

## Fase final

### Tabela
|  | Semifinais                             | Semifinais                             |       |                                      | Final                                | Final |  |
|  |                                        |                                        |       |                                      |                                      |       |  |
|  | 29 - 6/dez, Mané Garrincha, Brasília   |                                        |       |                                      |                                      |       |  |
|  | MS/Saad                                | 6                                      |       |                                      |                                      |       |  |
|  | São Francisco EC                       | 0                                      |       |                                      |                                      |       |  |
|  |                                        |                                        |       |                                      |                                      |       |  |
|  |                                        |                                        |       |                                      | 32 - 8/dez, Mané Garrincha, Brasília |       |  |
|  |                                        |                                        |       |                                      | MS/Saad                              | 1 (5) |  |
|  |                                        | Botucatu                               | 1 (4) |                                      |                                      |       |  |
|  |                                        |                                        |       |                                      |                                      |       |  |
|  |                                        |                                        |       |                                      |                                      |       |  |
|  |                                        |                                        |       |                                      | 3º lugar                             |       |  |
|  | 30 - 6/dez, Boca do Jacaré, Taguatinga | 30 - 6/dez, Boca do Jacaré, Taguatinga |       | 31 - 8/dez, Mané Garrincha, Brasília | 31 - 8/dez, Mané Garrincha, Brasília |       |  |
|  | Botucatu                               | 0 (7)                                  |       | São Francisco EC                     | 2 (5)                                |       |  |
|  | Benfica                                | 0 (6)                                  |       |                                      | Benfica                              | 2 (4) |  |

### Semi-finais
| 6 de dezembro, 2007 | MS/Saad                                                                   | 6 – 0 | São Francisco EC | Estádio Mané Garrincha, Brasília |
| 21:00               | Andréia 6', 84' · Daniela Alves 18', 45' · Roseli 81' · Elaine Magrão 89' |       |                  | Árbitro: Sérgio Carvalho (DF)    |

| 6 de dezembro, 2007 | Botucatu | 0 – 0 | Benfica | Estádio Mané Garrincha, Brasília |
| 18:30               |          |       |         | Árbitro: Elmo Resende (GO)       |

|  |       | Penalidades |  |
|  | 7 – 6 | Fernanda:   |  |

### Disputa do 3º lugar
| 8 de dezembro, 2007 | São Francisco EC | 2 – 2 | Benfica               | Estádio Mané Garrincha, Brasília |
| 15:30               | Cisne 11', 41'   |       | Caneca 26' · Kell 31' | Árbitro: Ana Carina Alves (PE)   |

|                                    |       | Penalidades |  |
| Paty: Rafaelle: Alana: Gina Titica | 5 – 3 | Kelly:      |  |

### Final
| 8 de dezembro, 2007 | MS/Saad           | 1 – 1 | Botucatu    | Estádio Mané Garrincha, Brasília |
| 18:10               | Daniela Alves 72' |       | Rafinha 65' | Árbitro: Elmo Resende (GO)       |

|  |       | Penalidades |  |
|  | 5 – 4 | Grazielli:  |  |

## Premiação
| Copa do Brasil Feminino 2007                |
| Mato Grosso do Sul.                         |
| ------------------------------------------- |
| MATO GROSSO DO SUL/SAAD Campeão (1º título) |